# Стате (Мачерата)
Стате је насеље у Италији у округу Мачерата, региону Марке.
Према процени из 2011. у насељу је живело 9 становника. Насеље се налази на надморској висини од 607 м.